# SNAFU
SNAFU ist ein aus der amerikanischen Soldatensprache entlehntes Akronym für Situation Normal, All Fucked Up bzw. Situation normal, all fouled up (deutsch etwa: „Lage normal, alles im Arsch“). Sinngemäß kommt dies der Redensart „Operation geglückt, Patient tot“ gleich. Zu unterscheiden ist der so beschriebene Zustand SNAFU und das zu diesem Zustand führende SNAFU-Prinzip.

## Herkunft des Begriffs
Der Begriff entstand in der US-Armee vor oder während des Zweiten Weltkriegs. Der Ex-Soldat Don Taylor behauptet, den Begriff 1941 während seiner Dienstzeit im 160. Infanterieregiment in Camp San Luis Obispo, Kalifornien geprägt zu haben. Belegbar ist er aber erst ab 1942, als Col. Frank Capra im Auftrag der Armed Forces Motion Picture Unit eine Figur namens Private Snafu für das Army-Navy Screen Magazine erfand. Zwischen 1943 und 1945 erschienen 28 etwa drei- bis fünfminütige S/W-Cartoons unter dem Titel „Private Snafu“ (einer von MGM, einer von Harman-Ising und 26 von Warner Bros. produziert; 26 Cartoons der Serie sind noch erhalten).

## Beschreibungen des SNAFU-Prinzips
In der Romantrilogie Illuminatus! von Robert Shea und Robert Anton Wilson spielt das sogenannte SNAFU-Prinzip eine zentrale Rolle. Es besagt, dass innerhalb von Hierarchien Vorgesetzte und Untergebene einander wichtige Informationen gezielt vorenthalten, wodurch früher oder später ein totales Chaos entsteht (Situation Normal, All Fucked Up). Die Absicht der Vorgesetzten ist es dabei, einen Informationsvorsprung vor ihren Untergebenen zu behalten, während die Untergebenen, um Schwierigkeiten zu vermeiden, ihre eigenen Fehler und teilweise auch ihre Inkompetenz verschleiern wollen, oder aus gleichen Gründen kein ehrliches Feedback auf Fehler und Inkompetenz der Vorgesetzten geben. Die unreflektierte Anwendung des SNAFU-Prinzips ist also die Ursache des Zustandes SNAFU und somit Folge von Inkompetenz in der Sache und im Umgang mit der Inkompetenz.
In dem Buch Der Phrasenprüfer über Wau Holland wird der Informationsverlust bis hin zur Lüge („Gelogen ist nur, wenn’s der andere glaubt.“) als Folge hierarchischer Strukturen als Beispiel für erlebtes SNAFU berichtet. Die Grundlage dafür bildeten Gespräche im Jahr 1999 auf einer Sicherheitstagung von Andreas Pfitzmann. Die Hierarchie, auf die Bezug genommen wurde, war die zwischen dem Management der Firmen und den für die IT-Sicherheit zuständigen Mitarbeitern der IT-Abteilungen, die in einem außerordentlichen Kontext (Tagung) zusammenkamen, was zur teilweisen Aufdeckung des SNAFU-Prinzips geführt hatte.

## Erwähnungen des Zustandes SNAFU in Medien
In dem Roman Die Leopardin (Jackdaws, 2001) von Ken Follett, der von einer britischen Agentin im besetzten Frankreich des Jahres 1944 handelt, wird beim Bericht über eine gescheiterte Kommandoaktion der Begriff „Totaler Snafu“ in der Bedeutung von „Totales Debakel“ verwendet.
In dem US-Film Memphis Belle (1990) kommt in einer Szene ebenfalls der Begriff Snafu vor. In dieser wird Snafu von einer Bomberbesatzung als Situation Normal, All Fucked Up erklärt.
In der US-Serie The Pacific (2010) hat der Soldat Merriell Shelton (gespielt von Rami Malek) den Spitznamen Snafu.
In dem SF-Roman Die Lincoln-Jäger (The Lincoln Hunters, 1958) von Wilson Tucker wird der Begriff SNAFU ebenfalls mehrfach benutzt. Die deutsche Übersetzung (von 1984, Heyne Verlag) merkt dazu beim ersten Vorkommen an: „* SNAFU = Akronym für SITUATION NORMAL; ALL FUCKED UP: etwa Alles Scheiße, Deine Elli.“
Die siebte Folge der ersten Staffel der Fernsehserie Marvel’s Agent Carter trägt im englischen Original den Titel „SNAFU“.
Die Anime-Fernsehserie Yahari Ore no Seishun Love Come wa Machigatteiru. wurde in einigen Ländern auf Crunchyroll, einschließlich in Deutschland, unter dem Namen My Teen Romantic Comedy SNAFU veröffentlicht. Hier bezieht sich SNAFU auf die bizarre Situation, in der sich der Protagonist befindet.
In der Serie Familie X – In geheimer Mission trägt die „Schurken-Organisation“ den Namen „S.N.A.F.U.“
Die zehnte Folge der siebten Staffel der Fernsehserie S.W.A.T. trägt im englischen Original ebenfalls den Titel „SNAFU“.